# Got Milk?

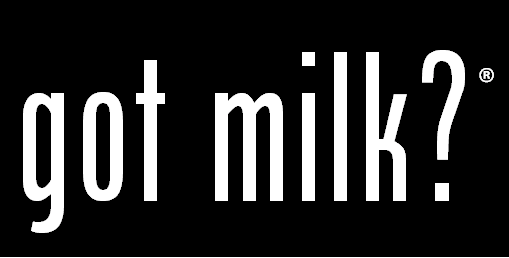

Got Milk? (englisch für Hast [du] Milch?) ist der Slogan einer bekannten Werbekampagne der US-amerikanischen Milchwirtschaft. Ursprünglich wurde die Kampagne 1993 für das California Milk Board entworfen.

## Die Werbekampagne
Zuerst war der angehende Schauspieler Sean Whalen ab Oktober 1993 zu sehen. In den ersten Fernsehwerbespots traten normale Bürger in verschiedenen Lebenslagen auf, die nach einem trockenen oder klebrigen Essen keine Milch zum Herunterspülen fanden und sich dann mit dem Slogan “Got Milk?” verzweifelt an den Zuschauer wandten.
Später traten Hunderte von Prominenten aus Sport, Medien und Unterhaltung und sogar Comicfiguren wie Die Simpsons oder Batman in der Werbekampagne auf. In gedruckten Anzeigen wurden die Prominenten mit einem Milchbart gezeigt. Der Slogan hierzu war zunächst “Where’s your moustache?” (deutsch: „Wo ist Dein Bart?“), später wurde aber wieder auf den bekannten Slogan “Got Milk?” zurückgegriffen.